# Вербін Яким Якимович
Яки́м Яки́мович Ве́рбін (рос. Аким Акимович Вербин; 23 вересня 1898 — 3 січня 1959) — український учений, фахівець у галузі агрономії, доктор сільськогосподарських наук, професор.

## Біографія
Народився 23 вересня 1898 року в селі Благодатне однойменної волості Єлизаветградського повіту Херсонської губернії (нині — Первомайський район Миколаївської області).
У 1931 році закінчив Одеський сільськогосподарський інститут.
До 1941 року працював у Мелітопольському інституті інженерів-механіків сільського господарства. Засновник і перший завідувач кафедри землеробства з основами ґрунтознавства. За акліматизацію африканського проса був нагороджений орденом Трудового Червоного Прапора
З 1946 року і до 1959 — директор Одеського сільськогосподарського інституту.
Помер у 1959 році в Одесі.

## Деякі з робіт
- «Степ перетворюється (освоєння травопільної системи землеробства)» — Одеса: Одеське обласне видавництво, 1950.
- «Нариси по розвитку вітчизняної агрономії (введення в агрономію)» — Київ: Радянська наука, 1958.
- Спільно з Квасніковим В. В., Клечетовим А. Н., Чижевським М. Г. «Землеробство. Підручник для агрономічних факультетів сільськогосподарських інститутів» — М.: Держсільгоспвидав СРСР, 1959.